# Mistrovství světa v biatlonu 2012 – závod s hromadným startem žen
Závod s hromadným startem žen na Mistrovství světa v biatlonu 2012 se konal v neděli 11. března jako v pořadí pátý ženský závod biatlonu v lyžařském středisku Chiemgau Arena. Zahájení závodu s hromadným startem proběhlo v 16.00 hodin středoevropského času. Závodu se zúčastnilo celkem 30 biatlonistek.
Obhájkyní titulu byla německá závodnice Magdalena Neunerová, která vinou šesti trestných kol dojela na desátém místě.
Vítězkou se stala Norka Tora Bergerová, která zaznamenala třetí zlatou medaili na probíhajícím šampionátu. Třetí stříbro ukořistila francouzská biatlonistka Marie-Laure Brunetová. Bronz získala Finka Kaisa Mäkäräinenová.

## Výsledky
| Pořadí | Č. | Sportovec                       | Stát      | Čas     | Střelba (L+L+S+S) | Ztráta  |
| --- | -- | ------------------------------- | --------- | ------- | ----------------- | ------- |
| Zlatá medaile | 3  | Tora Bergerová                  | Norsko    | 35:41,6 | 1 (0+0+1+0)       | —       |
| Stříbrná medaile | 4  | Marie-Laure Brunetová           | Francie   | 35:49,7 | 1 (0+0+0+1)       | +8,1    |
| Bronzová medaile | 9  | Kaisa Mäkäräinenová             | Finsko    | 35:54,3 | 1 (0+0+0+1)       | +12,7   |
| 4. | 24 | Tina Bachmannová                | Německo   | 36:24,0 | 2 (0+1+0+1)       | +42,4   |
| 5. | 2  | Darja Domračevová (r)           | Bělorusko | 36:37,2 | 5 (1+0+2+2)       | +55,6   |
| 6. | 11 | Marie Dorinová Habertová        | Francie   | 36:40,5 | 1 (0+0+1+0)       | +58,9   |
| 7. | 5  | Vita Semerenková                | Ukrajina  | 36:41,6 | 1 (0+1+0+0)       | +1:00,0 |
| 8. | 12 | Anastasia Kuzminová             | Slovensko | 36:43,5 | 3 (1+1+0+1)       | +1:01,9 |
| 9. | 18 | Weronika Nowakowská-Ziemniaková | Polsko    | 36:44,9 | 2 (0+0+1+1)       | +1:03,3 |
| 10. | 1  | Magdalena Neunerová (y)         | Německo   | 36:52,0 | 6 (1+1+1+3)       | +1:10,4 |
| 11. | 28 | Jana Gereková                   | Slovensko | 36:56,9 | 2 (0+0+0+2)       | +1:15,3 |
| 12. | 10 | Andrea Henkelová                | Německo   | 37:00,5 | 3 (0+1+1+1)       | +1:18,9 |
| 13. | 14 | Teja Gregorinová                | Slovinsko | 37:02,4 | 2 (0+0+2+0)       | +1:20,8 |
| 14. | 17 | Veronika Vítková                | Česko     | 37:02,8 | 2 (0+0+0+2)       | +1:21,2 |
| 15. | 7  | Helena Ekholmová                | Švédsko   | 37:06,4 | 2 (0+1+0+1)       | +1:24,8 |
| 16. | 26 | Susan Dunkleeová                | USA       | 37:10,3 | 1 (1+0+0+0)       | +1:28,7 |
| 17. | 29 | Anaïs Bescondová                | Francie   | 37:20,5 | 4 (1+1+1+1)       | +1:38,9 |
| 18. | 13 | Synnøve Solemdalová             | Norsko    | 37:20,6 | 4 (0+1+1+2)       | +1:39,0 |
| 19. | 6  | Olga Viluchinová                | Rusko     | 37:22,0 | 3 (2+1+0+0)       | +1:40,4 |
| 20. | 19 | Anna Maria Nilssonová           | Švédsko   | 37:33,1 | 2 (0+0+1+1)       | +1:51,5 |
| 21. | 25 | Fuyuko Suzuki                   | Japonsko  | 37:54,0 | 1 (1+0+0+0)       | +2:12,4 |
| 22. | 23 | Elise Ringenová                 | Norsko    | 38:00,0 | 5 (0+0+3+2)       | +2:18,4 |
| 23. | 23 | Zina Kocherová                  | Kanada    | 38:12,2 | 4 (1+1+1+1)       | +2:30,6 |
| 24. | 15 | Světlana Slepcovová             | Rusko     | 38:40,6 | 5 (2+1+1+1)       | +2:59,0 |
| 25. | 30 | Krystyna Pałková                | Polsko    | 38:51,2 | 5 (0+0+2+3)       | +3:09,6 |
| 26. | 20 | Selina Gasparinová              | Švýcarsko | 39:09,1 | 5 (1+1+1+2)       | +3:27,5 |
| 27. | 27 | Mari Laukkanenová               | Finsko    | 40:10,6 | 5 (2+1+0+2)       | +4:29,0 |
| 28. | 22 | Michela Ponzaová                | Itálie    | 40:25,4 | 4 (1+1+1+1)       | +4:43,8 |
| 29. | 16 | Magdalena Gwizdońová            | Polsko    | 41:08,1 | 5 (3+0+1+1)       | +5:26,5 |
| 30. | 8  | Olga Zajcevová                  | Rusko     | DSQ     | 1 (0+0+0+1)       | +9:99,9 |
| Č. – startovní číslo závodnice, y – vedoucí závodnice hodnocení světového poháru, r – vedoucí závodnice disciplíny ve světovém poháru, DSQ – závodnice byla diskvalifikována. |    |                                 |           |         |                   |         |